# The Cheat (película de 1923)
The Cheat es una película de género dramática muda de 1923 producida por Famous Players-Lasky y distribuida por Paramount Pictures, la película es un remake de la película de Cecil B. DeMille del mismo nombre, ambas películas tienen como guionistas a Hector Turnbull y a Jeanie MacPherson. En esta versión, Pola Negri es la protagonista de la película, fue dirigida por George Fitzmaurice.

## Protagonistas
- Pola Negri como Carmelita De Córdoba
- Jack Holt como Dudley Drake
- Charles de Rochefort como Claude Mace a/k/a Prince Rao-Singh (acreditado como Charles De Roche)
- Dorothy Cumming como Lucy Hodge
- Robert Schable como Jack Hodge
- Charles A. Stevenson como Horace Drake
- Helen Dunbar como Duenna
- Richard Wayne como el abogado defensor
- Guy Oliver como el fiscal del distrito
- Edward Kimball como el juez
- Charles Farrell como parte de Bit (Sin acreditar)

## Estado de conservación
The Cheat actualmente se considera perdida.